# Ingrid Bergman (rose)
 For alternative betydninger, se Ingrid Bergman (flertydig). (Se også artikler, som begynder med Ingrid Bergman)
Rosensorten Ingrid Bergman® Poulman er en dansk udviklet tehybridrose, som er fremavlet hos firmaet "Poulsen roser". Som andre tehybrider er denne en efterkommer efter den første krydsning mellem den kinesiske hybrid Rosa gigantea x Rosa chinensis og de remonterende rosers ophav: Rosa fedtschenkoana. Rosen er meget populær her i Danmark, ikke mindst på grund af dens duftende blomsterrigdom, der strækker sig fra sidst i juni indtil frosten sætter ind.
Kronbladene har en dyb rød farve og føles fløjlsagtige. Rosen er meget velegnet til afskæring, buketter m.m. og holder sig godt indendørs i vaser. Den kan trives i næsten al slags jord, dog foretrækker den en let leret jord. Ingrid Bergman-rosen er meget robust og kræver ikke vinterdækning, da den sagtens kan tåle let frost.